# 阿达河畔博法洛拉
阿达河畔博法洛拉（義大利語：Boffalora d'Adda）是意大利洛迪省的一个市镇。总面积8平方公里，人口1659人，人口密度207.4人/平方公里（2009年）。ISTAT代码为098003。